# Phalonidia chlaenites
Phalonidia chlaenites es una especie de polilla del género Phalonidia, categorizada en la tribu Cochylini, de la subfamilia Tortricinae.
Fue descrita por Razowski & Becker en 2002 y publicada en Acta zool. cracov. 45: 289. Se distribuye por América del Sur: Brasil, en el estado de Minas Gerais.